# Laderas de Enchereda
Laderas de Enchereda este o arie protejată (arie specială de conservare — SAC, sit de importanță comunitară — SCI) din Spania întinsă pe o suprafață de 682,6 ha, integral pe uscat.

## Localizare
Centrul sitului Laderas de Enchereda este situat la coordonatele 28°09′03″N 17°11′27″W / 28.1509°N 17.1909°V.

## Înființare
Situl Laderas de Enchereda a fost declarat sit de importanță comunitară în octombrie 1999 pentru a proteja 4 specii de plante. Situl a fost protejat și ca arie specială de conservare în ianuarie 2010.

## Biodiversitate
Situată în ecoregiunea , aria protejată conține 8 habitate naturale: Păduri endemice cu Juniperus spp., Pajiști umede mediteraneene cu ierburi înalte de Molinio-Holoschoenion, Păduri de Olea și Ceratonia, Plantații de palmieri Phoenix, Păduri macaroneziene de dafin (Laurus, Ocotea), Tufărișuri termo-mediteraneene și de pre-deșert, Pajiști macaroneziene cu vegetație endemică, Pante stâncoase silicioase cu vegetație casmofită.
La baza desemnării sitului se află mai multe specii protejate de  plante (4): Aeonium gomerense, Ferula latipinna, Sambucus nigra subsp. palmensis, Woodwardia radicans.